# CooRie
CooRie(쿠리에, 일본어: クーリエ)는 2002년에 rino와 오사다 나오유키로 결성된 듀오이다. 현재는 rino의 셀프 프로듀스 프로젝트이다. 소속사는 란티스이다.